# Diego Colombo (giornalista)
Diego Colombo (Biassono, 21 settembre 1957) è un giornalista italiano.

## Biografia
Laureato in filosofia, giornalista, lavora al Corriere della Sera dal 1990, come corrispondente dalla Brianza.
Prima di arrivare al Corriere della Sera, ha scritto per giornali locali quali; L'Esagono e per il quotidiano Brianza oggi
Ha diretto Brianze dalla sua nascita, nel 1998, fino al 2005.
Dal 2008 è presidente della Casa della Cultura di Monza e Brianza.

## Opere
- Diego Colombo, Quelli della diossina, Edizioni Lavoro, 2006, ISBN 88-7313-169-7.
- Diego Colombo Angelo Villa, L'estate delle magliette a strisce. Luglio 1960, la rivolta contro Tambroni, Sedizioni, 2008, ISBN 88-89484-24-1.
- Diego Colombo, Il sogno di Telemaco. L'eredità del '68 e i nuovi padri, Ancora, 2008, ISBN 88-514-0568-9.